# Eastern Province, Zambia

Provinsens läge i Zambia.

Eastern Province ("Östra provinsen") är en av Zambias provinser med 1 306 173 invånare (2000) på en yta av 69 106 km². Provinshuvudort är Chipata. Provinsen gränsar till Malawi i sydost.

## Distrikten

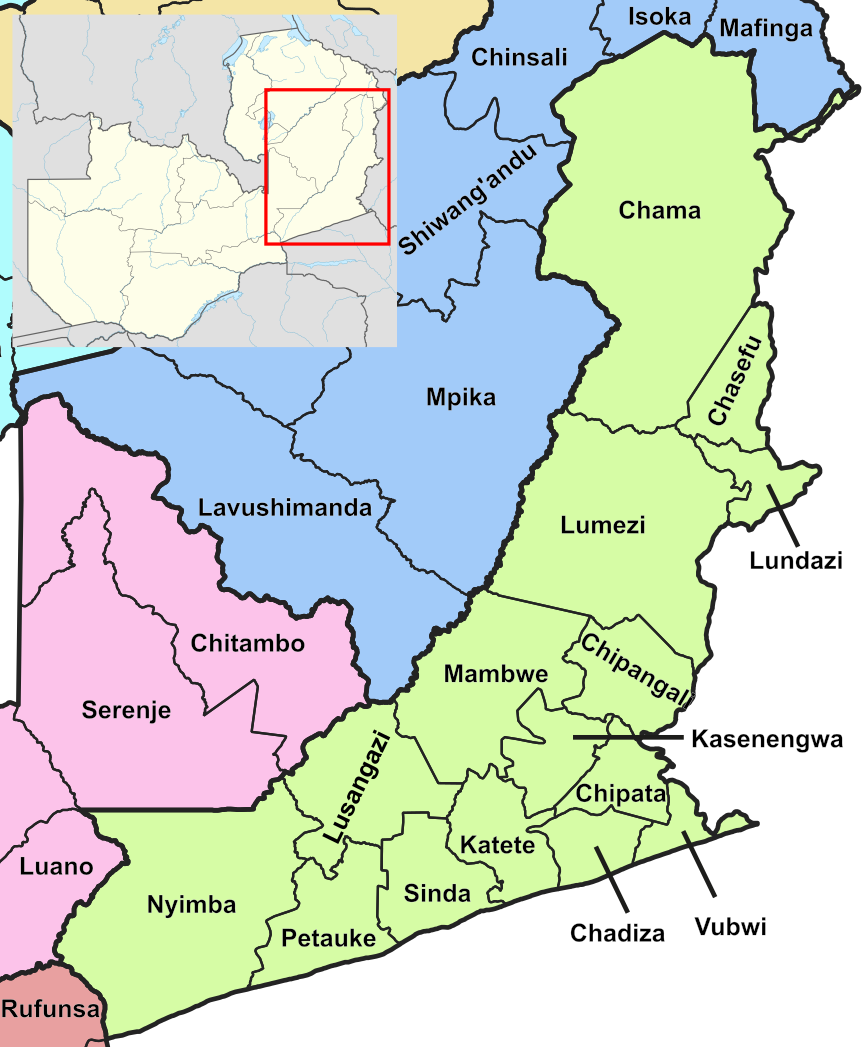
Distrikt i provinsen (2022).

Provinsen delas in i distrikten (2022):
- Chadiza
- Chama
- Chasefu
- Chipangali
- Chipata
- Kasenengwa
- Katete
- Lumezi
- Lundazi
- Lusangazi
- Mambwe
- Nyimba
- Petauke
- Sinda
- Vubwi